# 5046 Carletonmoore
5046 Carletonmoore là một tiểu hành tinh vành đai chính. Nó được phát hiện ngày 28 tháng 2 năm 1981 ở Đài thiên văn Siding Spring.